# Guille Rubio
Guillermo Rubio Vergara, (nacido el 14 de octubre de 1982 en Tarrasa, Barcelona) es un jugador de baloncesto español.
Lleva jugando un total de 22 años como profesional, en las diversas categorías del baloncesto español, un año en Letonia y dos en Grecia. Su puesto natural en la cancha era el de pívot.

## Biografía
Tras formarse como jugador en las filas del Unió Manresana y debutar en la ACB en la temporada 1999-2000 con el TDK Manresa, milita en las filas de varios equipos de categorías EBA y LEB hasta que en la temporada 2004-05 regresa al conjunto manresano, procedente del CB Plasencia, en el que permanece durante cuatro temporadas.
Sus estadísticas de la temporada 2008-09 de 9,5 puntos y 4,1 rebotes le sirven para que el Unicaja se fije en él y le firme un contrato por tres temporadas ampliable a una cuarta.
El 14 de agosto de 2009 debuta con la selección nacional, con la que estaba concentrado en calidad de invitado para la gira de preparación del Eurobasket 2009, en un partido ante Cuba en el que contrbuyó con 4 puntos a la victoria de España por 94 a 57.
En la temporada 2013-14 juega en el Tuenti Móvil Estudiantes tras empezar la temporada sin equipo. 
En la siguiente temporada volvió a comenzarla sin equipo hasta que a mediados de octubre de 2014 firmó un por un mes con el MyWigo Valladolid, equipo en el que promedió  17,5 puntos, 10 rebotes y 20 de valoración en dos partidos.
En noviembre de 2014 firma por el  Koroivos Amaliadas de Grecia.
Sus dos siguientes equipos fueron el VEF Riga de Letonia y el A.C. Doukas de Grecia.
En verano de 2017 ficha por el Cafés Candelas Breogán, equipo de la LEB Oro , firmando unas medias al finalizar la primera vuelta de 9 puntos (51,4% en tiros de campo), 4,4 rebotes y 11,4 de valoración en 21 minutos.
En 2018 firma contrato con la Fundación CB Granada  En las dos temporadas que disputó con el equipo nazarí, promedió unos números bastante notables.